# جامعه‌شناسی اسپرانتو
جامعه‌شناسی اسپرانتو، شاخه‌ای از علم جامعه‌شناسی می‌باشد که به بررسی علمی ساختار، کارکرد و تحول جوامع اسپرانتوزبان می‌پردازد.

## آثار علمی شاخص
از جمله آثار علمی شاخص در حوزه جامعه‌شناسی اسپرانتو می‌توان به کتاب‌های حلقهٔ خانواده به قلم نیکولا راشیچ به سال ۱۹۹۴، پژوهشی جامعه‌شناختی بر جنبش اسپرانتو به قلم زبیگنیو گالور به سال ۲۰۱۰ و همچنین کتاب جنبش اسپرانتو به قلم پیتر فورستر به سال ۱۹۸۲ اشاره کرد.

## اکتشافات برجسته
از جمله مهم‌ترین اکتشافات جامعه‌شناختی در ارتباط با جوامع اسپرانتوزبان می‌توان به موارد زیر اشاره داشت:
- تعداد مردان اسپرانتودان بر زنان فزونی دارد؛
- گرایش‌های سیاسی چپ مشهودتر هست؛
- شمار افراد مجرد بر متأهل فزونی دارد؛
- در خانواده‌هایی با سطح فرهنگی بالاتر تربیت یافته‌اند؛
- با زبانهای بیگانه آشنایی بیشتری دارند؛
- بر مشکلات اقلیت‌های زبانی آگاهی بیشتری دارند؛
- گرایش‌های مذهبی کمتری از خود نشان می‌دهند.